# Гаї Ходорівські
Гаї Ходоровські — хутір, приєднаний до с. Байківці. Розташований на правому березі р. Гніздечна, за 1 км від Байківців. Дворів — 150. Населення 410 осіб (2014).

## Географія
Розташований на правому березі р. Гніздечна, за 1 км від Байківців.

## Історія
За переказами, відоме від 16 ст. як Ходоровичі, згодом згадане як хутір у 1653 році. Назва походить, імовірно, від р. Гнізна, яку мешканці називали Ходорівкою.
У 1930-х рр. була корчма.
Під час німецько-радянської війни в Червоній армії загинули Антон Стрілець і Володимир Турчин, пропав безвісти Павло Сатанівський.
16 серпня 1948 р. на хуторі відбувся бій.
20 лютого 1949 р. на хуторі загинув провідник ОУН Великоборківського району (нині смт Великі Бірки належить до Тернопільського району) Євген Розвадовський (у Гаях Ходорівських йому насипано символічну могилу і встановлено пам'ятний знак).
У березні 1949 р. працювали колгосп і початкова школа.
У лютому 1952 р. на хуторі 43 будинки, в яких проживало 209 жителів.
Є церква УГКЦ Пресвятої Трійці (2001—2006, церква святої Параскеви Терновської (УГКЦ). мурована), каплиця Матері Божої (2013).
16 квітня 2000 року відбулося освячення хреста, яке здійснив о. митрат Василій Семенюк. 1 липня 2000 року о. Роман Гриджук освятив наріжний камінь під майбутній храм — гранітну плиту із написом «2000 р.». Одночасно із будовою церкви було засновано цвинтар.
24 серпня 2001 року відбулося освячення хреста на куполі церкви.
30 вересня 2001 року, о. Роман Гриджук благословив братство парафії Пресвятої Трійці.
11 листопада 2004 року, вперше у храмі відбулася архиєрейська Свята Літургія, яку очолив владика Василій Семенюк.
У 2020 модернізовано дитячий майданчик під інклюзивний.

## Відомі люди

### Народилися
У Гаях Ходорівських народилися:
- Матвій Лотович (1903—1953) — український, лікар, громадсько-політичний діяч[4]
- Володимир Чубатий (1895—1949). — український релігійний діяч, священник УГКЦ. Слуга Божий.[5]

## Проживали
- Ярослав Стецько (1912—1986) — український громадський та політичний діяч
- Богдан Андрушків (1947 р. н.). — український письменник, доктор економічних наук, професор, громадський діяч